# Sint-Jan Baptistkerk (Engelmanshoven)

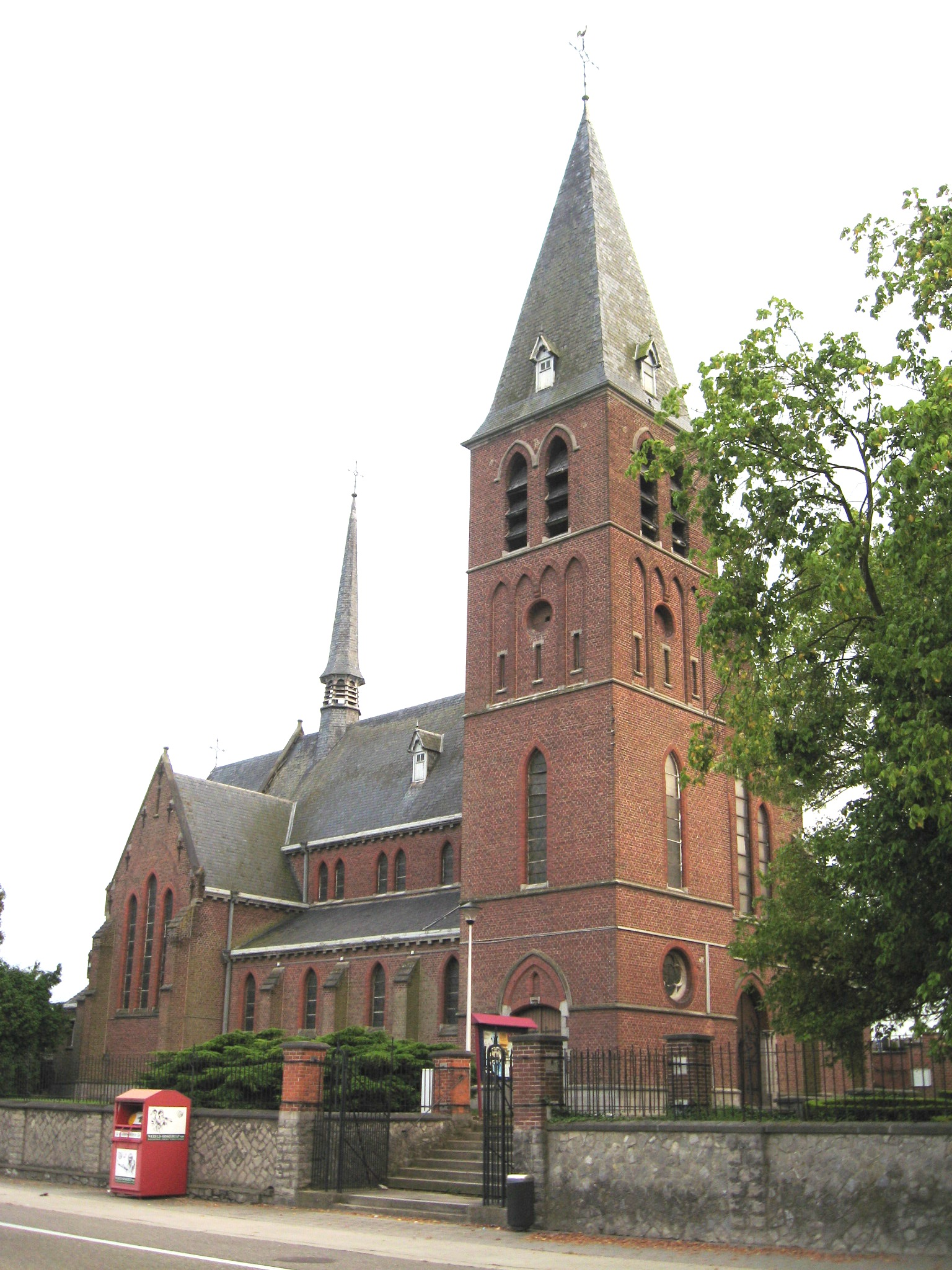
Sint-Jan Baptistkerk

De Sint-Jan Baptistkerk (ook: Sint-Jan de Doperkerk) is de parochiekerk van Engelmanshoven, gelegen aan de Luikersteenweg.

## Gebouw
Oorspronkelijk bezat Engelmanshoven een romaanse kerk, die ten noorden van de Luikersteenweg aan de Sint-Jansberg was gelegen. Deze kerk werd begin 20e eeuw echter gesloopt en vervangen door het huidige kerkgebouw, dat aan de Luikersteenweg is gelegen en daarmee tussen de kern van Engelmanshoven en Vrijheers in kwam te liggen.
Het is een bakstenen gebouw in neogotische stijl, onder architectuur van Hyacinth Martens en Vincent Lenerz.
De driebeukige kruiskerk kerk heeft een halfingebouwde noordwesttoren, gedekt met een tentdak.

## Interieur
Het interieur is grotendeels neogotisch. De middenbeuk en het transept worden overwelfd door een houten, gepolychromeerd, spitstongewelf. De kerk bezit een eiken Kruisbeeld uit de 16e eeuw, een Sint-Petrus en een Sint-Rochus, beide in gepolychromeerd eikenhout (17e eeuw). Uit de 18e eeuw stammen een Sint-Jan de Doper in gepolychromeerd eiken, en een eiken Mariabeeld, dat is aangekleed.
Verder zijn er twee expositietronen uit de 2e helft van de 17e eeuw, in gemarmerd hout. De eiken biechtstoel en preekstoel zijn in Lodewijk XV-stijl (midden 18e eeuw) en zes kerkbanken stammen uit het begin van de 18e eeuw.